# Стара Тшцянка
Стара Тшцянка (пол. Stara Trzcianka) — село в Польщі, у гміні Ґрембкув Венґровського повіту Мазовецького воєводства.
Населення — 168 осіб (2011).
У 1975-1998 роках село належало до Седлецького воєводства.

## Демографія
Демографічна структура станом на 31 березня 2011 року:
|          | Загалом | Допрацездатний вік | Працездатний вік | Постпрацездатний вік |
| -------- | ------- | ------------------ | ---------------- | -------------------- |
| Чоловіки | 86      | 9                  | 64               | 13                   |
| Жінки    | 82      | 14                 | 40               | 28                   |
| Разом    | 168     | 23                 | 104              | 41                   |